# هيرمان فرانكس
هيرمان فرانكس (بالإنجليزية: Herman Franks)‏ هو لاعب كرة قاعدة أمريكي، ولد في 4 يناير 1914 في برايس في الولايات المتحدة، وتوفي في 30 مارس 2009 في سولت ليك في الولايات المتحدة.